# Analiză grafologică
Analiza grafologică sau grafologia este o pseudoștiință care își propune să analizeze personalitatea omului pe baza scrisului său de mână. Etimologic, grafologia este știința scrisului, dar privită ca disciplină independentă, are scopul de a determina caracterul și personalitatea individului prin intermediul scrisului.
Expertiza criminalistică a scrisului (numită și analiză grafoscopică) nu este grafologie.
Studiile empirice au dovedit că grafologia nu are validitate.

## Realizarea profilului
Mai întâi se observă anumite trăsături fine în scris, în forma și dimensiunea literelor, a legăturilor dintre acestea, care toate împreună duc la o serie de tendințe. Acestea compun, prin corelare, anumite tendințe mai generale, care creionează un profil al tendințelor de caracter foarte specifice, care ajută la cunoașterea profundă a persoanei în contextul evaluării făcute.
Spre exemplu câteva trăsături de caracter ce pot fi observate în analiza grafologică:
- deschiderea spre ceilalți
- optimismul
- fluiditatea gândirii
- capacitatea de concentrare
- atenția la feed-back
- gândirea critică
- stima de sine
- conștiinciozitatea
- diplomația
- încăpățânarea
- entuziasmul
- perseverența
- creativitatea
- atitudinea față de conflicte
- dedicarea
- intuiția
- loialitatea
- delicatețea
- energia vitală

precum și trăsăturile mai complexe, cum ar fi gradul de sinceritate, orientarea spre succes, abilitățile de management, capacitatea de îndeplinire a sarcinilor, capacitatea de a lucra în echipă, rezistența la stres, abilitățile în vânzări, obiectivitatea sau hipersensibilitatea, precum și gradul în care se manifestă acestea sau opusul lor.
Analiza grafologică oferă, în cunoașterea interumană și în profilarea resurselor umane, un instrument extrem de util pentru realizarea unui profil de personalitate concret, individual. De-a lungul timpului acest domeniu a căpătat tot mai multă recunoaștere pe plan internațional, calificându-se la nivelul de știință, în Franța fiind considerată știință autentică.   La noi există Asociația Grafologică din România care prezintă activitatea unui grafolog; din 2008 activitatea este trecută în COR.

## Vocabular
Fiecare sistem de analiză de mână are propriul său vocabular. Chiar dacă două sau mai multe sisteme pot împărtăși aceleași cuvinte, semnificațiile acestor cuvinte pot fi diferite. Semnificația tehnică a unui cuvânt folosit de un analist de mână, și sensul comun nu este congruent. Resentimentele, de exemplu, în uz comun, înseamnă supărare. În analiza grafologică, termenul indică o teamă de impunere.

## Păreri ale specialiștilor
Iată ce scriu câțiva specialiști despre analiză grafologică, drept domeniu:
- „Analiza Grafologică este știința care decodifică acest limbaj și care ne ajută să înțelegem personalitatea din scris. Este un test de personalitate, într-un fel. Și încă unul dintre cele mai bune teste de personalitate pe care le-am întâlnit. Analiza Grafologică ține atât de medicină cât și de psihologie. În mod cert, analiza grafologică este o știintă empirică prin excelență. Ea combină un studiu de factori fizici și emoționali în încercarea de a înțelege mai bine oamenii. În același timp, nu există doi oameni la fel pe acest pământ. La fel cum fiecare din noi are o voce diferită, amprente digitale diferite sau aspect fizic diferit, la fel fiecare din noi are un scris de mână diferit de al oricărui alt om”. (Ionuț Ciurea, promotor al analizei grafologice în România)
- „Scrierea este pentru spirit, ceea ce notele sunt pentru armonia spirituală”. (Jules Crepieux-Jamin, promotor al analizei grafologice în Franța)[20]
- „Un raport strâns între scriere și personalitatea autorului ei, e în afară de orice îndoială”. (Prof. C. I. Parhon)[20]

Aceste păreri sunt azi discreditate. Grafologia a fost evaluată de profesioniștii din domeniul sănătății mintale drept unul dintre top cinci cele mai discreditate teste psihologice.